# Epibryon pogonati-urnigeri
Epibryon pogonati-urnigeri är en svampart som beskrevs av Döbbeler 1978. Epibryon pogonati-urnigeri ingår i släktet Epibryon och familjen Pseudoperisporiaceae.  Arten är reproducerande i Sverige. Inga underarter finns listade i Catalogue of Life.